# Кнідоцит
Кнідоци́т — жалка клітина, притаманна як поліповим, так і медузоїдним поколінням в життєвому циклі кнідарій. Кнідоцити використовуються кнідаріями для полювання на здобич та захисту від ворогів. Кожен кнідоцит містить специфічну внутрішньоклітинну органелу, що називається «кнідоцист» (або «кніда» чи «нематоцист»), котра, власне, і забезпечує ураження ворога або харчового об'єкта.

## Будова та механізм дії
Кнідоцити є клітинами, характеристичною ознакою яких є наявність кнідоциста. Сам по собі кнідоцист складається з колбоподібної капсули, до якої приєднана пустотіла завита ниткоподібна структура. Направлена назовні частина кнідоциту несе волосоподібний спусковий виріст, що називається кнідоціль. Коли кнідоціль механічно активується (при дотику потенційної здобичі або ворога), кнідоцист «вистрілює» — його «ратище» проколює ціль, і пустотіла нитка розкручується всередині. Цей різновид жалення є одним з найшвидших біологічних процесів, що займає не більше кількох мікросекунд. Прискорення рухливої частини кнідоцисту складає, за оцінками 1984 року, 40000 g, а за даними 2006 року — від 1 000 000 до 5 400 000 g. Після встромлення кнідоцисту його токсичний вміст інжектується (вприскується) всередину тканини організму-мішені. Швидка дія інжектованих нейротоксинів забезпечує негайний паралізуючий вплив на рухливу здобич, і дозволяє малорухливим кнідаріям підбирати її.

### Механізм вистрілювання
Капсула нематоциста містить високу концентрацію двовалентних іонів кальцію, котрі вивільняються з капсули в цитоплазму кнідоцита при активації спускового виросту. Це призводить до формування значного концентраційного градієнту кальцію з різних боків плазматичної мембрани кнідоциту. В результаті виникає осмотичний тиск, завдяки якому відбувається швидке надходження води в клітину з навколишнього середовища. Таке надходження води миттєво піднімає внутрішньоклітинний тиск, завдяки чому рухлива частина нематоцисту вибухоподібно викидається з клітини назовні.

## Способи розпізнавання здобичі
Зажаючи на те, що нематоцист за деяких обставин здатний вистрілювати самостійно, це створює проблеми для кнідарій. По-перше, тварина при цьому може ужалити саму себе. По-друге, кнідоцити є клітинами, що можуть бути використані лише одноразово, після чого мають бути заміщені ціною великих енергетичних витрат на формування аналогічної клітини. Тому, з метою регулювання їхнього використання, в організмах тварин в ході еволюції розвинулась система, при якій кнідоцити об'єднані в «батареї», що містять кілька типів жалячих клітин, приєднаних до підтримуючих та нервових клітин. Підтримуючі клітини містять хеморецептори, котрі, разом з механодетекторами-кнідоцілями, дозволяють лише специфічним комбінаціям зовнішніх подразнень (турбуленцій води при пропливанні здобичі придатного розміру, хімічних речовин, характерних для шкіри або кутикули такої здобичі, і т.ін.) викликати розрядження («вистрілювання») кнідоцистів.

## Різновиди кнідоцитів
Загалом в різних таксонах кнідарій налічують більш ніж 30 типів кнідоцитів. Вони можуть бути поділені на 4 великі групи:
1. Протикаючі: гарпуноподібні структіри, що використовуються для ужалення.
2. Клеючі: липкі поверхні, що використовуються для приклеювання здобичі.
3. Петлеподібні: ласоподібні ниткоподібні утворення, котрі, після вистрілювання, обертаються навколо частин тіла здобичі, обплутуючи її.
4. Птихоцисти: специфічний різновид кнідоциту, знайдений у норних (трубчастих) актиній, котрий використовується для створення трубки в ґрунті, в якій живе цей поліп.

Залежно від виду, у одного організму можуть бути наявні один або різні комбінації з кількох видів нематоцитів.

## Токсичність нематоцитів

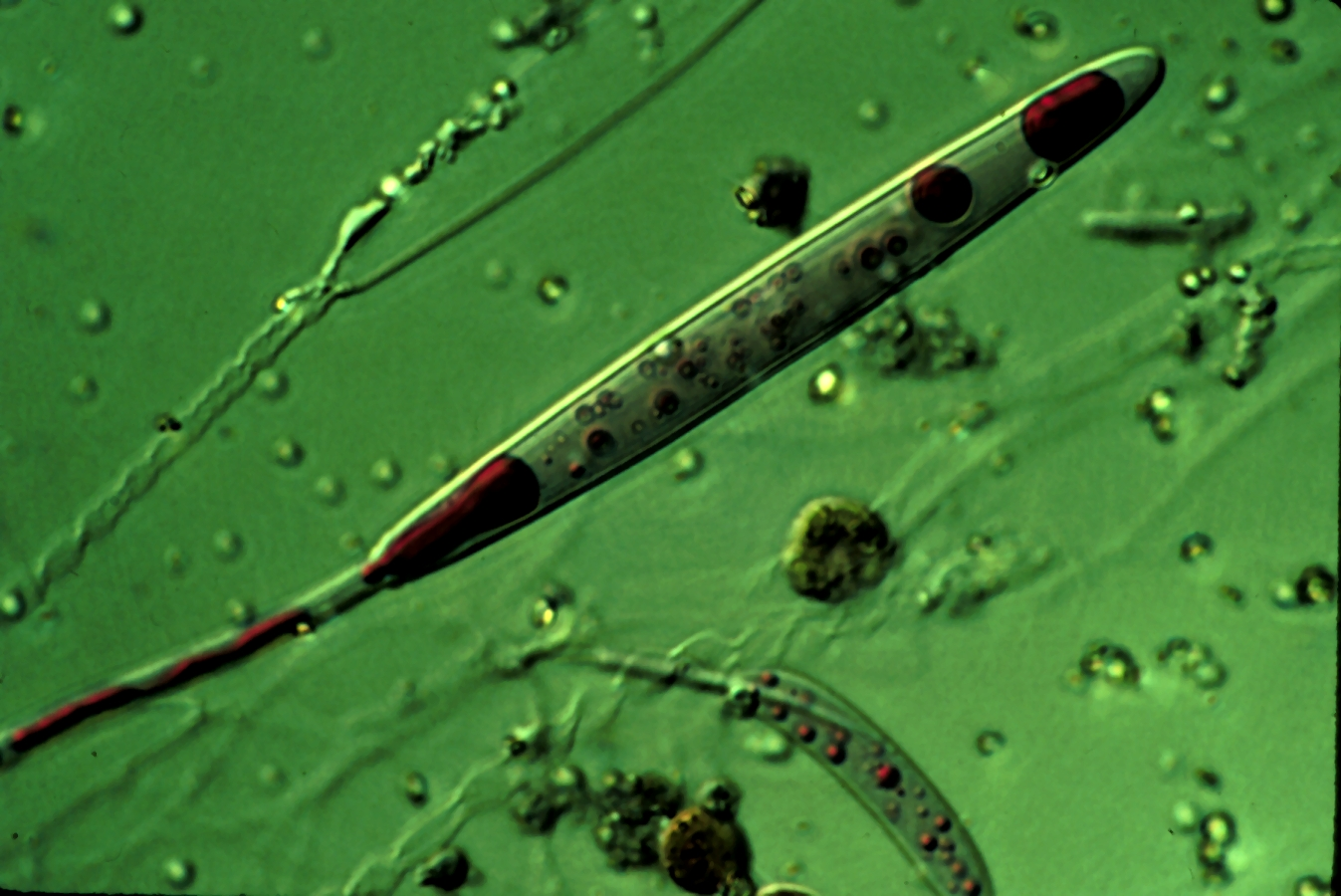
Мікрофотографія нематоциста блідого анемона (Aiptasia pallida), забарвленого рутенієм-червоним. Червоний колір є індикатором поліаніонних білків отрути, що знаходяться всередині частково розрядженого нематоциста.

Нематоцисти містять дуже невеликий об'єм отрути, але вона є надзвичайно сильною: в одному з дослідів було показано, що розряд єдиного нематоцита може вбити личинку дрозофіли, яка більша за нього в кілька сотень тисяч разів.
Найнебезпечнішими для людини є нематоцити кубомедуз. Один з представників цього класу, морська оса (Chironex fleckeri), визнана Австралійським інститутом морських досліджень найотруйнішою з відомих водних тварин. Вона спричинює надзвичайно сильний біль, що часто закінчується смертю, в деяких випадках — через 2-3 хвилини; шанси на виживання у випадку, коли людина ужалена морською осою при плаванні, визначені як такі, що «прямують до нуля».
Інші кнідарії, такі як медуза левова грива (Cyanea capillata), що описана в оповіданні Артура Конан Дойля «Левова грива» (з циклу про Шерлока Холмса), або гідроїд португальський кораблик, також можуть завдавати дуже сильного ураження людині, що в окремих випадках призводить до смерті.
З іншого боку, колоніальні актинії можуть мати досить низьку вражаючу здатність, з нематоцистами, що не пробивають шкіру людини. У цих тварин нематоцити використовуються майже виключно для полювання на дрібну здобич. Окрім того, у колоніальних актиній кнідоцити використовуються для ужалення одним іншого при боротьбі за сприятливе місце.
Отрута кнідарій (як і багатьох інших тварин) може бути видоспецифічною: те, що для людини та ссавців є низькотоксичним, водночас може бути надзвичайно вражаючим для звичної здобичі кнідарій. Такі видоспецифічні властивості отрути зараз використовуються при синтезі нових ліків та інсектицидів.
Відсутність кнідоцитів у реброплавів свого часу стала одним з аргументів, завдяки яким їх виключили з типу кнідарій, і утворили для них окремий тип.